# 산테마리에
산테마리에(이탈리아어: Sante Marie)는 이탈리아 아브루초주 라퀼라도에 있는 코무네이다.